# Marrero
Marrero és una població dels Estats Units a l'estat de Louisiana. Segons el cens del 2000 tenia 36.165 habitants.

## Demografia
Segons el cens del 2000, Marrero tenia 36.165 habitants, 12.432 habitatges, i 9.336 famílies. La densitat de població era de 1.734,6 habitants/km².
Dels 12.432 habitatges en un 35,3% hi vivien nens de menys de 18 anys, en un 46,4% hi vivien parelles casades, en un 23,4% dones solteres, i en un 24,9% no eren unitats familiars. En el 21,3% dels habitatges hi vivien persones soles el 9,2% de les quals corresponia a persones de 65 anys o més que vivien soles. El nombre mitjà de persones vivint en cada habitatge era de 2,86 i el nombre mitjà de persones que vivien en cada família era de 3,33.
Per edats la població es repartia de la següent manera: un 29% tenia menys de 18 anys, un 9,5% entre 18 i 24, un 27,5% entre 25 i 44, un 22,2% de 45 a 60 i un 11,7% 65 anys o més.
L'edat mediana era de 34 anys. Per cada 100 dones de 18 o més anys hi havia 81,3 homes.
La renda mediana per habitatge era de 31.648 $ i la renda mediana per família de 37.287 $. Els homes tenien una renda mediana de 31.995 $ mentre que les dones 20.501 $. La renda per capita de la població era de 13.933 $. Entorn del 16,3% de les famílies i el 20,9% de la població estaven per davall del llindar de pobresa.

## Poblacions més properes
El següent diagrama mostra les poblacions més properes.